# Мелеуз
Мелеуз (на башкирски: Мәләүез) е град, административен център на Мелеузовски район, автономна република Башкирия, Русия. Населението му към 1 януари 2018 година е 58 004 души.